# Drosophila flavopinicola
Drosophila flavopinicola är en tvåvingeart som beskrevs av Wheeler 1954. Drosophila flavopinicola ingår i släktet Drosophila och familjen daggflugor.
Artens utbredningsområde täcker Kalifornien och södra British Columbia.